# Ronnie Fearn, Baron Fearn
Ronald „Ronnie“ Cyril Fearn, Baron Fearn OBE (* 6. Februar 1931; † 24. Januar 2022) war ein britischer Politiker der Liberal Democrats und als Life Peer Mitglied des House of Lords.

## Karriere
Von 1987 bis 1992 und von 1997 bis 2001 gehörte er dem House of Commons für den Wahlkreis Southport an. Danach wurde er 2001 als Baron Fearn, of Southport in the County of Merseyside, zum Life Peer erhoben und wurde dadurch Mitglied des House of Lords. Er starb im Januar 2022 im Alter von 90 Jahren.